# Axel von dem Bussche-Streithorst
Axel friherre von dem Bussche-Streithorst (født 24. april 1919, død 26. januar 1993) eller Axel von dem Bussche var en tysk adelsmand, hærofficer og medlem af den tyske modstandsbevægelse under 2. verdenskrig. Han forsøgte at myrde Adolf Hitler i samarbejde med Claus von Stauffenberg i november 1943 ved Ulveskansen.

## Tiden i hæren
Von dem Bussche blev født i Braunschweig med en tysk far og en dansk mor, Jenny Lassen. Han gik ind i den tyske hær i 1937 som professionel officer og blev udstationeret som juniorofficer af eliteinfanteriregiment 9 af Potsdam på fronten i Polen.
I 1942 blev von dem Bussche vidne til SS's drab på mere end 3.000 civile jøder. Det blev udført af SD ved Dubno lufthavn i det nuværende Ukraine.
Denne oplevelse vendte ham imod Hitler. Han sluttede sig til en ad hoc modstandsgruppe i september 1943 senere ledet af Claus von Stauffenberg. Von dem Bussche erklærede efter massakren, at der kun var tre måder, at han kunne bevare sin ære på: dø i kamp, desertere, eller gøre oprør mod den regering, der havde forårsaget denne og lignende massakrer. Han valgte det sidste, for at kunne dræbe Hitler og forsvare andre mod kriminelle angreb.

## Attentatet mod Hitler
Efter personlig opfordring fra Claus von Stauffenberg påtog von dem Bussche sig i 1943 at sprænge sig selv og Hitler i luften. Hitler skulle inspicere nye vinteruniformer i hovedkvarteret Ulveskansen ved Rastenburg i Østpreussen (nu i Polen). Lyshåret, over to m høj og med blå øjne, var von dem Bussche model til uniformen. Han var Hitlers idé om en "arier". Bussche gemte en landmine og en hurtig detonator i uniformsbukserne. Han havde i sinde at detonere bomben, mens han omfavnede Hitler og bevirke hans død.
Inspektionen af uniformerne var planlagt til den 16. november 1943, men natten inden blev togvognen med uniformerne ødelagt af De Allieredes luftangreb på Berlin.
Den 18. november 1943 vendte von dem Bussche tilbage til sin enhed på den polske front efter tre frygteligt nætter i Hitlers hovedkvarter.
Von dem Bussche meldte sig til at prøve igen i 1944, da de nye uniformer kom, men i 1944 blev han hårdt såret og mistede det ene ben.
En ældre officer Ewald von Kleist meldte sig nu til at udføre von dem Bussches mission under en inspektionen af uniformerne den 11. februar 1944. Til deres ærgrelse blev Hitler ved med at udskyde den for til sidst at aflyse.
Bussche tilbragte mange måneder i Waffen-SS' hospital i Lychen og var ikke involveret i 20. juli-attentatet rettet mod Hitler. Bussches rolle i de tidligere mordforsøg på Hitler blev ikke forrådt. Af den grund var han en af de højt-rangerende Hitler-modstandere, der overlevede krigen.

## Efter krigen
Efter krigen studerede Axel von dem Bussche jura ved Göttingen universitet og blev diplomat. Han arbejdede i den tyske ambassade i Washington fra 1954 til 1958. Senere blev han rektor på Kurt Hahn-kostskolen "Schule Schloss Salem". Han blev i 1968 hædret som Ehrenritter af Johanniterordenen.
Han giftede sig i 1950 med lady Mildred Camilla Nichola Acheson, ældste datter af Archibald Acheson, 5. jarl af Gosford og Mildred Carter fra Virginia. Hun havde været gift med baron Hans Christoph Schenk von Stauffenberg. Von dem Bussche fik to døtre med lady Camilla: Nicola Dietzsch-Doertenbach og baronesse Jane von dem Bussche.
Von dem Bussche var gudfar til Friso af Oranien-Nassau. Han var ven og fjern slægtning til Claus van Amsberg.
Han var fætter til Anders Lassen som modtog Victoriakorset. Han kæmpede i den britiske hær mod Aksemagterne. Anders Lassen blev dræbt i kamp i Italien i 1945.